# تاته‌بایاشی ۶۶۶۳
سیارک ۶۶۶۳ (به انگلیسی: 6663 Tatebayashi، نامگذاری:1993CC) شش هزار و ششصد و شصت و سومین سیارک کشف شده‌است که در ۱۲ فوریه ۱۹۹۳ کشف شد.
قدر مطلق سیارک برابر ۱۲٫۸۰ است.